# Ecublens (Friburgo)
Ecublens (antiguamente en alemán Scubilingen) es una comuna suiza del cantón de Friburgo, situada en el distrito de Glâne. Limita al noreste con la comuna de Montet (Glâne), al este con Rue, al sur con Auboranges, y al oeste con Ferlens (VD) y Vulliens (VD).

## Transportes
Ferrocarril
Cuenta con una estación ferroviaria en la que efectúan parada trenes de cercanías pertenecientes a la red 'RER Vaud'.